# Norantea selloi
Norantea selloi là một loài thực vật có hoa trong họ Marcgraviaceae. Loài này được (Spreng.) G. Don mô tả khoa học đầu tiên năm 1825.